# Estación Punta Lara
Punta Lara es una estación ferroviaria, ubicada en el Partido de Ensenada, en la Provincia de Buenos Aires, Argentina.

## Descripción
Edificio de mampostería de pequeñas dimensiones. Techo a dos aguas con teja francesa. Galería amplia, con techo de madera y cortagoteras, a donde dan tres puertas iguales ubicadas simétricamente, que servía de andén. En la parte de atrás tiene adosada una casilla de cinc que servía como depósito. Actualmente se encuentra ocupada como centro vecinal y biblioteca popular.

## Servicios
Estación intermedia del ramal Pereyra a Estación Ensenada. Fue clausurado el 2 de enero de 1973 y sus vías levantadas con posterioridad.